# Memacterión
Memacterión (en griego antiguo, Μαιμακτηριών) era el quinto mes del calendario ático en la Antigua Grecia, que se correspondía aproximadamente con el mes de noviembre. Duraba 29 días. 
El nombre de este mes se debe a que en él se realizaban las Memacterias, de las que se conocen pocos detalles debido a la falta de fuentes sobre las mismas. Además, se celebraban diferentes fiestas en algunos demos áticos en honor a Dioniso. Debido a que era un mes en el que se iniciaba el invierno apenas había otros acontecimientos destacados.